# La Inmaculada Concepción, Templo de San Francisco Guatemala
La consagrada, Pontificia, Coronada y Condecorada imagen de la Inmaculada Concepción Del Templo de San Francisco de la Nueva Guatemala es una advocación mariana de la religión católica, que representa a la Virgen María en el momento que Dios la crea sin pecado original.  
La Imagen de la Virgen se encuentra en la Ciudad de Guatemala en la ,Iglesia de San Francisco (ciudad  de  Guatemala) custodiado bajo la Orden de San Francisco de Asís. Su festividad es el 8 de diciembre, denominado "Día Clásico de Guatemala" celebrado con gran apoteosis y entusiasmo por parte de todos los novoguatemalenses.

## Historia
Con motivo de la devastación de la ciudad de Santiago de los Caballeros, originada por el terremoto ocurrido en 1773, el Cabildo del Ayuntamiento decidió trasladar la capital a otra sede, al Valle de la Ermita o de la Virgen, llamando a la nueva ciudad la Nueva Guatemala de la Asunción, la antigua imagen de la Inmaculada Concepción fue trasladada, tal como lo expresaron los cronistas de la época y posteriormente.
El 5 de diciembre de 1954, en el marco del primer centenario de la proclamación del dogma de la Inmaculada Concepción de la Virgen María, el Papa Pío XII concedió a la imagen de la Inmaculada Concepción, la Coronación Pontificia, máximo honor que la iglesia otorga a las esculturas más célebres, veneradas, insignes y queridas del pueblo católico. Es conveniente recordar que en la Constitución Ineffabiliis Deus, del 8 de diciembre de 1854, el Papa Pío IX pronunció y definió ese dogma. En esa oportunidad manifestó: “La Virgen fue toda pureza y hermosura; más hermosa que la hermosura, más santa que la santidad y sola santa y purísima en cuerpo y alma”.
El 3 de agosto de 2005, el presidente de la República, en ese entonces, señor Oscar Rafael Berger Perdomo, impone la Orden del Quetzal en grado de Gran Cruz, a dicha imagen, en acto celebrado en el salón del recepciones del Palacio Nacional de la Cultura, como homenaje a la benemérita labor de los frailes franciscanos, a cuya orden religiosa pertenece esta advocación mariana y quienes iniciaron la devoción religiosa que se ha mencionado.
El 5 de diciembre de 2012, El Ministerio de Cultura y Deportes de la República de Guatemala emitió el respectivo Acuerdo mediante el cual declara al Rezado a la Inmaculada Concepción, del Templo de San Francisco en la ciudad capital, como Patrimonio Cultural Intangible de la Nación, al considerar que dicho Rezado representa una manifestación cultural de carácter religioso que constituye y fortalece la identidad guatemalteca.
Entre las actividades relacionadas con la festividad de la Inmaculada Concepción correspondientes al 2013, la imagen de la Virgen  se trasladó al Instituto de Antropología e Historia -IDAEH-, de la República de Guatemala, para restaurarla. El memorable retorno de dicha imagen a su Templo se realizó el 23 de noviembre del año referido. 

### Descripción
La imagen es de bastidor mide 1,70 metros, representa una mujer erguida, refinada y elegante. Su rostro ligeramente inclinado a la derecha, mirada hacia bajo, manos en actitud orante. Posee un solo pie, levantado, bajo este se encuentra una luna de plata. Resplandor de doce estrellas, corona imperial y aretes.  
Durante mucho tiempo se vestían las imágenes de la advocacíon, incluyendo esta, con manto en forma triangular, por lo que se observaba el manto azul, tunicela blanca, y otra parte del manto azul. Tradicionalemente se dice que la  bandera  de  Guatemala  surge de  inspirada  en esa  esta vestimenta. Aunque esta idea es más leyenda piadosa porque el pabellón y bandera nacional son creados por el decreto 12 del ejecutivo del 17 de agosto de 1871 ya con los gobierno liberal —anticatólico y masón— de Miguel García Granados.

## Celebración
La Imagen consta de diversas fiestas en su honor aunque la más importante es la del 8 de diciembre: día de la Inmaculada Concepción. En las dos procesiones que se le realiza en calles de la Ciudad de Guatemala, se acompañada de música festiva. 

### Mes de mayo
El mes de mayo, se celebra con distintas actividades. En el Templo Histórico de San Francisco no solo se celebra a la Inmaculada Concepción en diciembre, sino que desde el siglo XIX se celebra también el mes de mayo, culminando con una procesión, tal y como lo afirma Fray Daniel Sánchez en 1917. Las visitas al camarín de la Virgen, rezos, misas, el Concierto de Gala realizado en su honor y la Procesión de Velas, son actualmente las actividades más destacadas durante el mes de mayo. Se le denomina de "Velas" porque en un principio retornaba ya de noche y los devotos la acompañaban iluminando el paso con las velas. 

### "Día Clásico de Guatemala"
La celebración principal dedicada a la imagen de la  Inmaculada Concepción del templo de San Franciscoes el rezado el 8 de diciembre, se ha prolongado por casi 400 años, durante la cual multitud de fieles manifiestan la devoción a este dogma mariano. Esta es una de las tradiciones más arraigadas en Guatemala y a diferencia de las solemnes procesiones de Semana Santa, el rezado ocurre en un ambiente festivo, en el que no pueden faltar música, alfombras, juegos pirotécnicos, incienso, bailes y platillos típicos de la época.
La devoción fue instituida por la orden franciscana después de su llegada en el siglo XVI y el rezado fue establecido por las autoridades en 1616, cuando esta advocación fue declarada patrona tutelar de la ciudad y se autorizó la procesión anual el 8 de diciembre. En 1617 se envía una carta al Rey de España para que autorice el patronazgo de la Inmaculada, porque el año anterior se le había colocado por patrona.
La fiesta de la Inmaculada fue fiesta de guardar en todo el Imperio español, es importante mencionar también que el 8 de diciembre se declaró fiesta de guardar en toda la Iglesia en 1708 por orden del papa Clemente XI.

### Relatos del Día Clásico
Gonzalo Mejía Ruiz, describe lo siguiente:
Esta extraordinaria imagen ha sabido arrastrar multitudes durante siglos. Su rezado del 8 de diciembre constituye uno de los más fieles símbolos de la fe y el entusiasmo del pueblo de Guatemala. Ella ha aglutinado, centralizado y desarrollado durante siglos la devoción y el entusiasmo por la Inmaculada Concepción en la Ciudad de Guatemala.
El 15 de diciembre de 1754, la Gaceta de Guatemala describía cómo en la Plaza Mayor se saludaba a la imagen con salvas de artillería, durante su rezado. En ese mismo medio, pero del 10 de diciembre de 1852, se expone que en casi todas las poblaciones se solemnizaba el Día de la Inmaculada Concepción, al transmitirse como una tradición piadosa.
Según la GACETA DE GUATEMALA. 13 de diciembre de 1860.
En 1855 la celebración cobró un auge mayor, aún más en las cabeceras y poblaciones de la que esta advocación es patrona. Incluso, el presidente de ese entonces, Rafael Carrera, que era muy católico, costeaba con fondos del Estado los festejos, refiere el historiador Aníbal Chajón. Se celebraba en los días cercanos a la Navidad, como ocasión oportuna de purificación, con la idea de rechazar el mal.
El 8 de diciembre durante la celebración de dicha festividad, los sacerdotes españoles pueden usar casulla y ornamentos en azul. Este privilegio fue otorgado por la Santa Sede en 1864, como agradecimiento a la defensa del dogma de la Inmaculada Concepción que hizo España. Este privilegio se traslada a otros países de Hispanoamérica, incluida Guatemala.
Ramón Salazar, en su obra Tiempo viejo (1896), bautiza al 8 de diciembre como “Día Clásico en Guatemala” y una de las cuatro fiestas más trascendentales del país en el siglo XIX.
Hoy en día dicha Festividad sigue siendo una de las más importantes de Guatemala, ya que en todo el país se le recuerda. Destaca la capital, que ha iniciado nueve días antes, las preparaciones, con oraciones, y otros actos. El día 7 de diciembre simbolizando el triunfo de Cristo (luz) sobre el diablo (papel que se quema) y como una forma de prepararse ante la fiesta de la Señora, se realiza la "Tradicional Quema del Diablo" siendo una tradición a nivel nacional. Antiguamente la "quema del diablo" eran fogarones para iluminar el paso de la Virgen, que salía de noche y no existía luz eléctrica. 
La Virgen amanence en su día clásico, con sus hijos que desde tempranas horas llegan a rezarle, posteriormente la Santa Misa y demás actos litúrgicos que preparan al Solemne Rezado, Principal y más Antiguo de América y Patrimonio Cultural Intangible de la Nación. Las personas acompañan a la Virgen y le salen a su encuentro quemando cohetes y fuegos artificiales. También hacen loas, representaciones teatrales con mensajes para bendecir a y alabar a Dios por darnos tan augusta Señora.
Ocho días después se celebra la fiesta de la Octava, y el segundo domingo de enero sale en procesión una Imagen de la Inmaculada Concepción llamada "Madre de los Pobres" cerrando con ello las actividades en su honor.

## La Inmaculada Concepción en la historia de Guatemala

### Época de la Conquista
La hermosa y maternal imagen de Nuestra Señora, la Santísima Virgen María, navegaba por los mares entre continentes pintada en una vela, en una carabella llamada la Santa María. Su arribo fue como una estrella en el alba de la llegada del Evangelio a estas tierras de América y muy particularmente a "Cuactemalan", Guatemala, el lugar de los árboles. El acontecimiento es referido por los crónistas españoles y nativos, además de la tradición popular, que mencionan a las imágenes traídas por los ibéricos, como muestra de protección, en medio de las luchas de colonización.
Dentro de los conquistadores no se menciona ninguna mujer española incluida en la expedición, a no ser que se tome en cuenta lo dicho por Francisco Antonio de Fuentes y Guzmán: "Nuestra Señora de las Mercedes es conquistadora que andubo en las batallas y revueltas en la conquista del Reino de Guatemala y el de México, o nuestra Señora del Socorro, la primera vecina de la Ciudad" 
La figura de la Virgen María es descrita por el cronista Francisco Vázquez, al referirse a la Conquista, así: "Paso a hacer consideración del aparecimiento auxiliar y propicio de la siempre Virgen María, en una hermosa y blanca niña que defendía a los españoles y cegaba y aturdía a los indios sin que estos quedasen con vigor para aprenderla, como ciegos".
Estos relatos de Vásquez nos parecen similares a la versión quiché, particularmente en el Título de la Casa de Ixquin-Nehaib, Señora del Territorio de Otzoya, que data del siglo XVI, el cual apunta: "Y no pudo matarlo porque lo defendía una niña muy blanca". Se refiere al encuentro con Alvarado, y continúa narrando "y luego venían muchos pájaros sin pies, y estos pájaros tenían rodeada a la niña, y querían los indios matar a esa niña y estos pájaros sin pies la defendían". Los referidos pájaros sin pies que menciona son la representación de los ángeles.
De acuerdo con la información encontrada en las fuentes históricas antes citadas, hay indicios de la importante y temprana presencia de la Virgen María durante la conquista misma, lo que ha dado lugar para que se llame a la Virgen María estrella de la evangelización.
Entre las primeras imágenes traídas por los españoles, estaba la de la Inmaculada, conocida como la "Capitana de los Ejércitos Españoles". La pintura fue colocada en 1524 en la primera Ermita de América, en Salcajá Quetzaltenango. Actualmente solo queda la ermita, ya que la pintura fue robada en el siglo XIX.
La devoción a lo que ellos le decían la Limpia Concepción, hizo que fundarán en Santiago de Guatemala, la cofradía. Esta fue la primera en Guatemala, dedicada a esta advocación. La fecha de su fundación es el 27 de noviemebre de 1527.

### Las primeras Vírgenes Franciscanas en Guatemala
Con el término Conquistadoras se conoce a algunas imágenes de la Virgen María en Guatemala, adjetivo que proviene de la época colonial.
El cronista franciscano, el padre Vázquez, da una idea más bien catequética al afirmar lo siguiente: "...trajo la imagen de nuestra señora pequeña como media vara de alto, de escultura con tal arte dispuesta, que abriendo los brazos mediante el juego de unos goncecillos descubría el pecho la Pasión de su Hijo altísimo en los instrumentos de ella efigiada (...)". Indica que: "Fue la primera efigie castellana que tuvo la religión en esta Provincia, porque antes no había otra imagen que una de la Purísima Concepción pintada en una manta, que se dice que la trajo el padre Fray Toribio". Respecto a la conquistadora citada por Vazquéz, se asegura que era un lienzo llamado de Zakcaha, una pintura de nuestra señora que en ese entonces era conservada en una pared sin resguardo.
Respecto a la presencia de una conquistadora en Salcajá, sabido es que en repetidas ocasiones se ha dicho que la iglesia más antigua de Guatemala, se encuentra en dicho municipio, y se conoce actualmente como Concepción la Conquistadora. 
Respecto a Salcajá, el Título de la Casa de Ixquin-Nehaib, Señora del Territorio de Otzoya, afirma: "Allí fue donde el Adelantado tuvo casas, y estuvo en este pueblo cuatro años y al cabo de ese tiempo fue el Adelantado Don Pedro a hacer otras conquistas y dejó en su lugar a un español llamado Juan de León Cardona, teniendo en dicho lugar y casas. Llamábase el lugar Sac-Cahá". Es conocido que Alvarado no estuvo ahí cuatro años, pero León Cardona sí vivió en el lugar, tanto él como sus descendientes. En una Relación Geográfica de la Alcaldía Mayor de Totonicapán, hacia 1743 se afirma que: "Todos los indios de esta jurisdicción se encuentran reducidos a la Iglesia desde la primera conquista de este Reino".
Respecto a la antigüedad del cristianismo en Salcajá, el cronista Domingo Juarros señala: "S. Luis Sahcaja, a 2 leguas de Quetzaltenango, y una de S. Cristóbal Totonicapán de cuyo curato es visita: Población de ladinos de muy consideración así por lo corto de su vecindario, como por lo pobre de su comercio, pero digna de eterna memoria por haber sido el primer establecimiento qué fundó Don Pedro de Alvarado, y su Ermita la primera que se consagró al verdadero Dios, en estos países y se conservaba en ella por los años de 1690 una imagen de Nuestra Señora que llamaban La Conquistadora".

### La Inmaculada en Guatemala
El culto a la Inmaculada Concepción en Guatemala es muy antiguo, ya que se inicia en los primeros años del período colonial. La primera cofradía que existió fue la de la Inmaculada Concepción, según lo afirma Juarros: "Pasan de 30 las Cofradías en la Ciudad de Guatemala, pero no intentamos dar razón, sino es de las más famosas. La 1a. de que se tiene noticia es la de la Inmaculada Concepción de Nuestra Señora, de ella hacen mención en los Cabildos, que tuvo el Noble Ayuntamiento de esta Ciudad en 27 de noviembre de 1527... Lo cierto es que en la iglesia parroquial de la primera y en la de San Francisco de la segunda ha habido cofradía con el expresado título. A esta última concedió varias indulgencias Nuestro Smo. Padre Paulo V".
La antigüedad del culto de la Purísima Concepción en Guatemala no es la única razón para la gran devoción popular que existe. Hubo, además, razones oficiales para fomentarla, como lo veremos a continuación.
En 1617 la Inmaculada Concepción fue declarada Patrona Tutelar de la Ciudad de Guatemala. El 6 de octubre del mismo año, el presidente de la Real Audiencia, gobernador y capitán general , Antonio Peraza Ayala Castilla y Rojas -conde de La Gomera- aprobó el juramento hecho por el Noble Ayuntamiento.
En 1654, siguiendo instrucciones de don Francisco de Altamirano Velasco de Ircio y Castilla, del conde de Santiago de Calimaya, presidente de la Real Audiencia de Guatemala, y los caballeros de órdenes militares, se juró defender la Inmaculada Concepción de María Santísima Se dispuso: "...que en la plazuela del templo de San Francisco, haya fiestas populares por haber sido jurado el misterio la Inmaculada Concepción". 
En el mes de marzo de 1673, los gremios de coheteros, herreros y confiteros juramentaron el patrocinio de la Virgen Inmaculada sobre sus trabajos, familias y personas.
Por otra parte, el rey Felipe IV declaró a la Inmaculada Concepción como Patrona de España y sus Indias. En 1738, el Ayuntamiento de Santiago, a instancias de los franciscanos, juró a la Inmaculada Concepción como Patrona de la ciudad. "Cada año, en su honor hubo ceremonias especiales en el templo de San Francisco El Grande que concluían con una solemne procesión".
Encontramos que la Virgen Nuestra Señora, con el título de Inmaculada Concepción, fue declarada patrona de todos los reinos y dominios sujetos al Rey Católico, en las Cortes de Madrid de 1759, a propuesta de Carlos III, contando con la autorización de Clemente XIII.
La Virgen de Concepción de San Francisco era el símbolo de aquellos reales patronatos, aun después de la independencia, como lo indica la Gaceta de Guatemala del 15 de diciembre de 1854: "saludando las salvas de artillería en la Plaza Mayor a la imagen venerada de la gloriosa Patrona de España e Indias" , al referirse el paso de la Virgen de los franciscanos en la Plaza Mayor , en su Rezado del 8 de diciembre.

### De 1550 hasta 1820
A mediados del siglo XVI, vino a la Capitanía General del Reino de Guatemala una antigua imagen de la Inmaculada Concepción. Por su arrobadora belleza la talla se quedó en el Templo de San Francisco de la hoy Antigua Guatemala. La Cofradía fundada en 1527, fue la encargada de su culto. Tantos corazones movía que el Ayuntamiento de Santiago de los Caballeros en 1616 la declaran Patrona.
Poco antes de morir el Papa Urbano VIII, en 1644, un decreto de la Congregación romana del Santo Oficio, en manos de los dominicos, prohibió atribuir el término inmaculada a la concepción de María. La decretal no se hizo pública y solo comenzó a ser conocida cuando el Santo Oficio censuró algunos libros por aquel motivo. Al llegar la noticia a Sevilla, el cabildo respondió colgando un cuadro de la Inmaculada Concepción de Murillo con la inscripción «Concebida sin pecado» y la propia ciudad se dirigió a las Cortes de Castilla en 1649 reclamando la intervención del rey. Nada cambió durante el pontificado de Inocencio X, pero al ser elevado al solio pontificio Alejandro VII en 1655 Felipe IV redobló los esfuerzos para obtener la anulación de la decretal y una aprobación de la fiesta de la Inmaculada Concepción como se había venido celebrando en España. Tras las numerosas gestiones de los emisarios españoles, el 8 de diciembre de 1661 el Papa Alejandro VII promulgó la bula Sollicitudo omnium ecclesiarum, que si bien no era todavía la definición dogmática que algunos esperaban, proclamaba la antigüedad de la pía creencia, admitía su fiesta, y afirmaba que ya pocos católicos la rechazaban. La bula fue acogida en España con entusiasmo y por todas partes se celebraron grandes fiestas, de las que han quedado numerosos testimonios artísticos.
En respuesta a este contexto Guatemala en 1654, con  autoridades, el pueblo entre ellos el Santo Hermano Pedro, juran defender el dogma incluso hasta con su sangre. La Virgen junto a Santiago Apóstol fueron declarados únicos patronos de aquel entonces. A Santa Cecilia y Santa Teresa de Jesús como copatronos, y únicas fiestas en celebrarse con toda la pompa y devoción.
Con los terremotos denominados de "Santa Marta" (1773) la ciudad se lada al Valle de la Virgen. Las personas que se vinieron al Valle de la Ermita, trajeron sus más valiosas pertenencias, con excepción de los franciscanos que como método de retención de fieles en la destruida ciudad conservaron sus objetos de mayor devoción y calidad, quedándose sin trasladar la antigua imagen.

### De 1821 a 1871
El Cabildo se  reúne en la  tarde  del 14  de septiembre discutieron para  saber  quienes  irían a la  sesión  del día  siguiente. Quedaron colocados  el Dean y un Delegado del capítulo. El 15 de  septiembre  de  1821, algunos próceres  junto al Cabildo de la Iglesia pidieron la  independencia, durante la reunión se habló de la importancia de la religión. Incluso se pide que se le pida a la Santa Sede la declaración del dogma de la Inmaculada Concepción, y que esta devoción sea la patrona de la Guatemala independiente. Esto se resumió en el acta de independencia, quedando en ella asentado.
Respecto al Rezado de la Virgen de Concepción del Templo de San Francisco de la Nueva Guatemala, el 8 de diciembre de 1840 J.L. Stephens incidentes de viajes de Centroamérica, Chiapas, y Yucatán indica que:
Yo he visto grandes festividades en Europa, con dinero derramado a manos llenas; pero nunca nada tan sencillamente hermoso"... "la sencillez de costumbres que permite a las damas de primera categoría mezclarse libremente con la muchedumbre y sentarse en las calles, formaban un cuadro de belleza que aún hoy suaviza la impresión de estolidez que Guatemala dejó grabado.
En seguida el gran objetivo de veneración, la virgen de la Concepción, sobre unas pequeñas andas, ricamente decoradas con oro y plata y con flores en profusión, protegidas por un hermoso palio de seda, sostenido en lo alto con cuatro doradas pértigas. Me fui a la plazuela de San Francisco, lugar señalado para el gran final de los honores de la virgen ¡la exhibición de los fuegos artificiales.
El pueblo que participa dice que era "una densa masa de figuras arrodillada, ricos y pobres, mujeres hermosas e indios de estúpida apariencia." Con esta descripción se aprecia la importancia del rezado de San Francisco.
En la GACETA DE GUATEMALA del 15 DE DICIEMBRE DE 1854 se encuentra el siguiente comentario:
Si la Concepción no se celebra en Guatemala como quería el Católico Rey Carlos III con locura, por lo menos no puede negarse que se hace con entusiasmo, y se convendrá en que la festividad del día 8 (de diciembre) es una de las más hermosas a que concurre el vecindario de la capital.
La devoción a tan singular imagen ha sido mantenida por los siglos. El 8 de diciembre fue declarado día de feriado en aquel año de 1850 por  Rafael Carrera, Presidente de la República de Guatemala. Además  se  dice  que el primer  himno de Guatemala  fue la Salve Regina, canto gregoriano que  se entonaba  a la Inmaculada.
Para la celebración del dogma se utilizó la Imagen de Catedral, debido al deterioro del templo franciscano. Esta Imagen también tomó mucho auge, llegando a ser consagrada y coronada pontificiamente.
Según Ramón A. Salazar en su obra Tiempo Viejo Recuerdos de mi Juventud, al relatar el rezado de San Francisco HACIA 1860, DICE QUE:
El gran acontecimiento del día era procesión triunfal de la imagen de la virgen por las calles principales de la ciudad. Comenzaba la apoteosis a la cuatro de la tarde en las puertas del grandioso templo de franciscanos; pasaba la imagen de inmenso concurso, bajo el azul del cielo, entre cánticos de alegría y sobre alfombres de flores por la Calle Real y de allí se dirigía al templo de Santa Teresa. Un tamborón inarmónico tocado por un niño, abría el cortejo, siguiéndolo y formando una algazara indescriptible, marchaban, saltaban, gritaban, silbaban, arrojaban cohetillos chinos, multitud de pilluelos; más atrás efigies de ángeles conducidas en andas y rodeada de farolitos, la de scoto y los demás defensores del dogma, y por último y en elevado trono entre músicas y cantares, luz y alegría de la imagen de la virgen.
Al respecto de la noche indica lo siguiente:
Ya anochecía cuando la procesión entró al principio de la calle que conduce a la plaza. Fue aproximándose con un ruidoso canto, no viéndose a lo lejos más que una gran procesión de velas encendidas que alumbraba la calle como si fuera de día.
Por la tarde salió de San Francisco una lucida procesión, notándose cada año más gusto que los anteriores en el vestuario de las imágenes, adorno de las calles y en los vestidos que en este día sacan a lucir los concurrentes que en muy pocas ocasiones del año son tan numerosos como en este día. Detrás de la procesión marchaba una lucida escolta de la guarnición de la capital. Después de la procesión que entro como a las diez de la noche habiendo recorrido una estación más larga que la de costumbre, se exhibieron fuegos artificiales en la plazoleta de San Francisco.
En 1900  las  crónicas  recuerdan que  la Inmaculada es la Patrona Principal de America.

### De 1930 a la Actualidad
En 1931 la Imagen de la Virgendurante su procesión sufre un accidente. Con el natural deterioro del templo franciscano, por la naturaleza (terremotos y temblores) y su mayor tesoro dañado, fue menguando su devoción.
Monseñor Rossell y Arellano mandó a realizar una imagen del Señor Crucificado de Esquipulas con el objeto que peregrinase por toda Guatemala, en una lucha contra el comunismo. En 1954 se conmemora el centenario de la declaración del dogma, año en que tomó posesión otro presidente, se le pide al Papa que autorice por medio de una bula la coronación pontificia.
Esa coronación fue en acción de gracias: por el centenario del dogma, por el fin de la persecucción, Año Mariano y conmemoración de María Reina de todo lo creado. Ese año, el 5 de diciembre la Virgen recorre las calles hasta llegar al Estadio Mateo Flores donde es coronada por el Arzobispo Metropolitano, designado por el papa para el acontecimiento. En 1964, la Iglesia la  nombra  en Guatemala,  junto al Concilio Vaticano Madre  de la Iglesia.

#### Santa María Reina de los Cielos y la Tierra
El Papa Pio XII en el año de 1954, instituye la fiesta de María Reina y corona la imagen de Santa María la Mayor, en Roma, llamándola: "como Reina y Señora de los cielos y de la tierra, como reina y Señora nuestra." Así pues el Papa invitaba a reconocer en María su realeza y a que en todo el mundo se coronara, tal y como se hacía y se hace a las imágenes de la Virgen.
En Guatemala tomando como ejemplo esta actitud, y con las consideraciones anteriormente expuestas, fue la Inmaculada de San Francisco coronada, una de las intenciones era esa: Reina de los cielos y de la tierra. Este título lo vemos colocado en la nota que tenía la Imagen, donde la llaman de esa forma y le dan ese título.
San Luis de Montfort dirá: "María es la Reina del cielo y de la tierra, por gracia, como Cristo es su Rey por naturaleza y por conquista. Ahora bien, así como el reino de Jesucristo consiste principalmente en el corazón o interior del hombre, según estas palabras: "El reino de Dios está en medio de ustedes", del mismo modo, el reino de la Virgen María está principalmente en el interior del hombre, es decir, en su alma. Ella es glorificada sobre todo en las almas juntamente con su Hijo más que en todas las criaturas visibles, de modo que podemos llamarla con los Santos: Reina de los corazones." San Maximiliano María Kolbe también invita a: " Por eso nuestro ideal debe ser: influenciar todo nuestro alrededor para ganar almas para la Inmaculada, para que Ella reine en todos los corazones que viven y los que vivirán en el futuro."
El mismo documento encontrado en la Inmaculada de San Francisco dice: "Que tu Reina del Cielo nos bendigas siempre, nos protejas y nos libres de todo peligro hasta el último día de nuestra muerte. Así sea. Amen." También expone al Corazón de María, a todos los guatemaltecos que son hijos de la Inmaculada, para que Ella derrame sus bendiciones "en el día glorioso de tu Coronación". La fecha de este documento recién descubierto es del agosto de 1954.

#### Consagración de Guatemala a la Inmaculada Concepción, la Virgen (1983)
Con motivo del Año Jubilar conmemorando la Redención de Jesús sobre el género humano, el Papa Juan Pablo II invitaba a consagrase a la Inmaculada, por lo que ese año de 1983 la Virgen, en su rezado de 8 de diciembre, saldría hacia Catedral Metropolitana donde se consagrarían las personas a Ella.

El motivo de esto era manifestar que por María, Dios había empezado a preparar la obra de Redención, ya que con su concepción pura Jesús nacería de esta mujer. Por otro lado Guatemala está íntimamente relacionada con esta escultura religiosa, pues está presente en la mayoría de acontecimientos históricos.

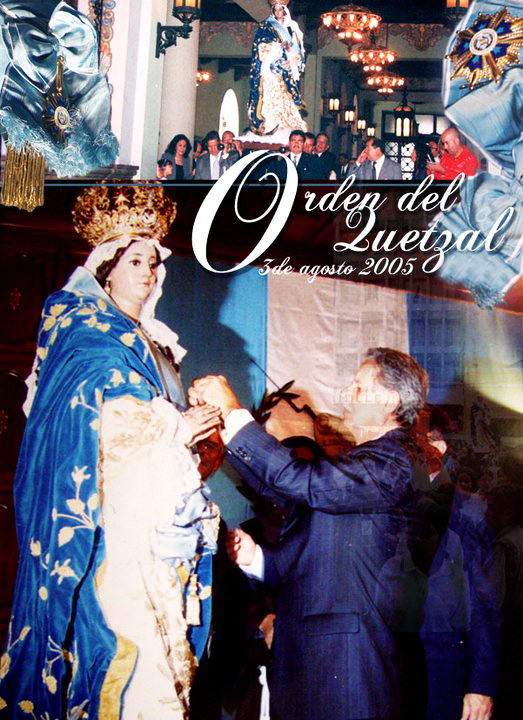
La Virgen al momento de ser impuesta la Orden del Quetzal.

La celebración la efectúo el Canónigo rector, ya que el Señor Arzobispo había sido nombrado el 2 de diciembre pero tomó posesión hasta el 4 de enero.

#### Imposición de la Orden del Quetzal a la Virgen (2005)

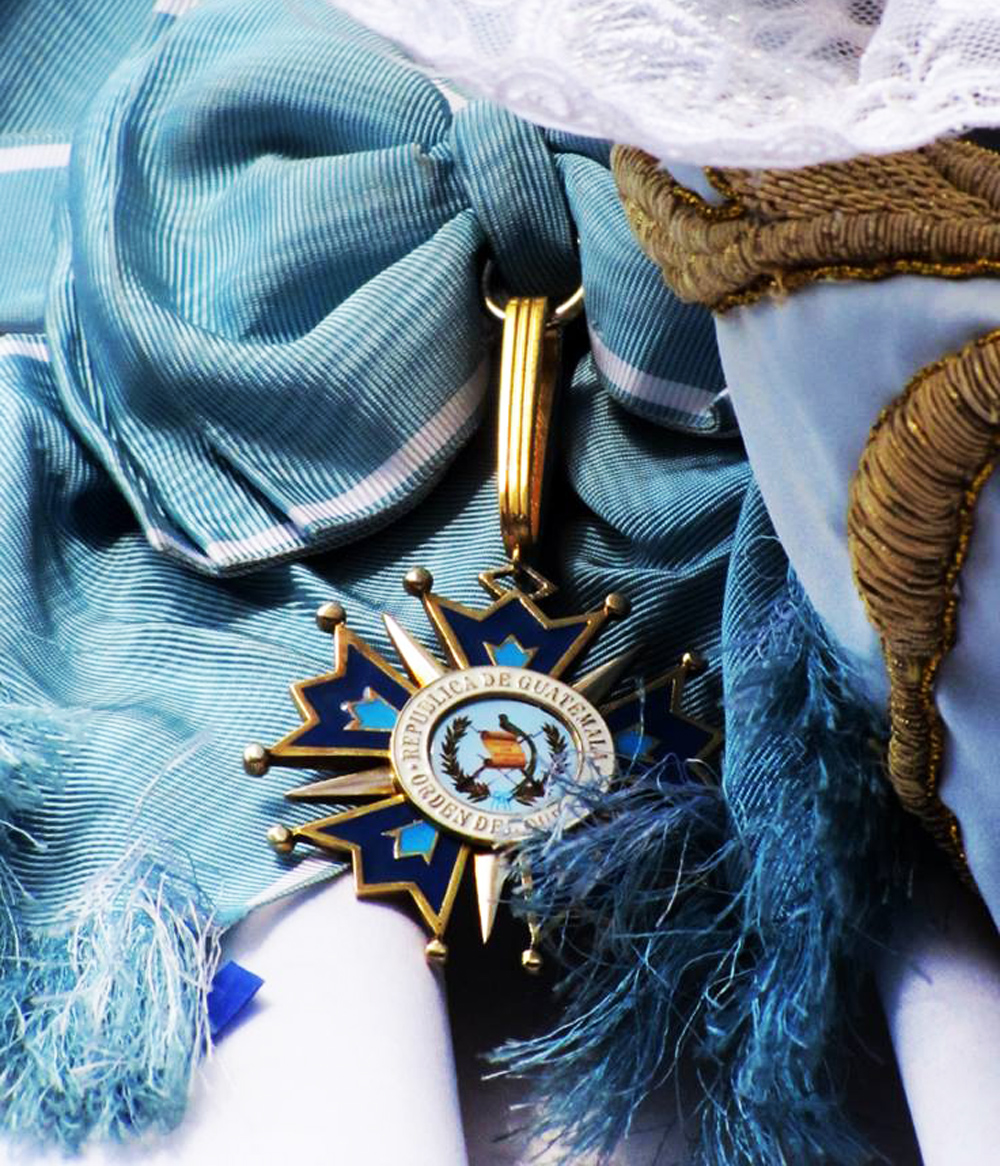
La Orden del Quetzal es la máxima distinción honorífica que otorga el gobierno de Guatemala.

El día miércoles 3 de agosto de 2005, a las 11 de la mañana, se llevó a cabo en el Palacio Nacional de la Cultura ubicado en la Plaza Mayor de la Ciudad de Guatemala, un acto fuera de lo común como fue la Imposición de la Orden del Quetzal en el grado de gran Cruz a la benemérita labor de los frailes Franciscanos, que por más de cuatrocientos años han servido y siguen sirviendo a la Comunidad de Guatemala, especialmente a los más pobres. Cómo también con motivo del sesquicentenario del Dogma de la Inmaculada Concepción. 
Fue un acto fuera de lo común porque por primera vez en la historia de Guatemala la bellísima talla de Nuestra Señora de Concepción del templo franciscano entró solemnemente en el Palacio de Gobierno siendo la primera y única imagen en Guatemala en ingresar a dicho monumento histórico y se instaló en el Salón de Recepciones del mismo en una pequeña anda, luciendo lo mejor de su joyero, la magnífica corona de oro y piedras preciosas que el pueblo de Guatemala impusiera sobre sus sienes hace cincuenta años. 
Para esta ocasión estuvo presente el Sr. Presidente Constitucional de la República de Guatemala Licenciado Oscar Berger Perdomo, la tercera Orden de San Francisco y los muy reverendos padres Franciscanos de la provincia de Guatemala, con entusiasmo siguen las directrices de su fundador San Francisco de Asís. El delegado del Arzobispado Monseñor Gonzalo de Villa y viceministro de Relaciones Exteriores Lic. Ramiro Martínez 

El presidente de la República en su discurso de entrega de este galardón que el Estado de Guatemala concede a la Orden de los Frailes Franciscanos, hizo énfasis en los servicios que han prestado a Guatemala en más de cuatrocientos años, cuando vino la Evangelización a estas tierras de América, la presencia de ellos en más de ciento veinticinco pueblos de Centroamérica, los Santos que hoy como el Hermano Pedro de San José de Betancourt son parte de la cotidianidad religiosa de los guatemaltecos (1626 -1667) , los hermosos templos que son riqueza arquitectónica de Guatemala, pero lo que más admiro de estas personas es su sencillez, porque ellos no desean recibir honores pero nosotros debemos reconocer el valor y premiar esta sencillez que su fundador ha transmitido a sus seguidores. 

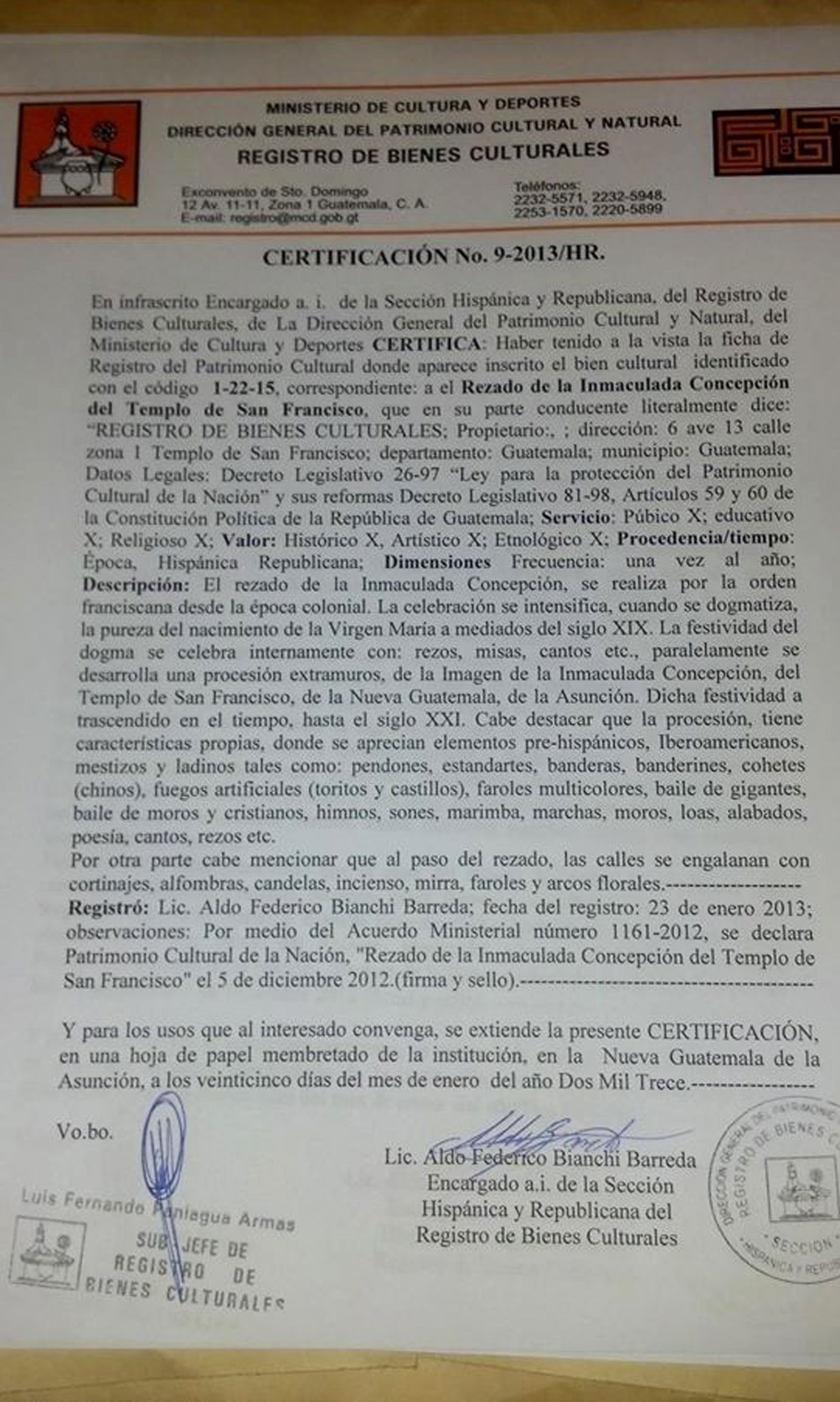
Inscripción como "Patrimonio Cultural Intangible de la Nación", el Rezado de la Inmaculada Concepción del Templo Histórico de San Francisco.

Posteriormente el Sr. Presidente procedió a colocar la Orden del Quetzal en el grado de Gran Cruz, a la efigie de Nuestra Señora de Concepción, la cual fuera donada por el Rey de España a los Franciscanos, en el siglo XVII; como un testimonio de amor y veneración a María en el hermosísimo Dogma de la Inmaculada Concepción, los invitados especiales prorrumpieron en un largo aplauso y agradecimiento que el Reverendo P. Fray Pedro Medina Gálvez, Superior de la templo de San Francisco de la Capital de Guatemala, en nombre de los Padres Franciscanos dio las gracias por la presea recibida y recordó a todos aquellos que le precedieron en el signo de la fe, en el trabajo apostólico y en el servicio a los hermanos. Al salir del Palacio de la Cultura en brazos de la Comisión de Sesquicentenario y del Excelentísimo Sr. Presidente de la República de Guatemala, don Oscar Berger, hasta la plaza Mayor donde la esperaban varias bandas juveniles de diferentes colegios católicos, que la acompañaron en su retorno al templo franciscano.

#### Declaratoria del Rezado de la Inmaculada Concepción como "Patrimonio Cultural de la Nación" (2012)
El ministerio de Cultura y Deportes declaró Patrimonio Cultural Intangible de la Nación, El Rezado de la Inmaculada Concepción del Templo de San Francisco de la ciudad de Guatemala.
El artículo 1 del Acuerdo Ministerial 1161-2012 reza: “Declarar Patrimonio Cultural Intangible de la Nación, El Rezado de la Inmaculada Concepción del Templo de San Francisco, ya que representa una manifestación cultural de carácter religioso y que al mismo tiempo constituye y fortalece la identidad guatemalteca.

#### La Inmaculada Concepción "Vecina Distinguida" (2017)
En el marco de los 400 años, la Municipalidad nombra a la Virgen , Vecina Distinguida. Acto en el cual se recuerda la importancia de la  imagen sobre la ciudad y la República. Además se  renueva  la  consagración de  la  Municiapalidad  a la  Virgen,  a la Ciudad  y al país.  En el rezado del  8 se  repitió el acto sobre  la  consagración de la Inmaculada  sobre  la  ciudad.

## Personajes relacionados con la Inmaculada Concepción en Guatemala
A  continuación se  exponen algunos personajes  que por  diferentes  circunstancias  están relacionados  a la Inmaculada Concepción, ya  sea por  su  devoción, o por  colaborar  en la  devoción e  historia  de  esta  imagen.
Es  de  resaltar  que  no están todos,  sino solamente  algunos  que  han impactado más  en acrecentar  esta  devoción.  Pues  también se  podría  hacer  mención de  algunos  venerables  y mártires que trabajaron también por  defender  la  creencia  y el patronazgo.
Estos  son parte  de los  más  representativos:

1. Ilmo. Don Rodrigo de  Villegas, Gobernador  de la Mitra. Autorizó el rezado.
2. Ilmo. Sr. Dean Don Felipe  Ruiz  del Corral. Comisario del Santo Oficio, a él se  le  debe  tanto de los  primeros años  del  rezado.
3. Conde Santiago de Calimaya, y otros jefes militares, juraron defenderla incluso con su sangre.
4. Francisco de Altamirano, devoto y defensor del dogma.
5. Santo Hermano Pedro, terciario franciscano, fundador de la Orden de Hermanos de Belén.
6. Antonio Larrazabal, presbítero.
7. Monseñor Ricardo Casanova y Estrada, el Grande, arzobispo de Guatemala.
8. Jesús Fernández, periodista católico y promotor del jubileo de la Inmaculada
9. Familia Urruela: donó el camarín de la Virgen.
10. Monseñor Mariano Rossell Arellano, arzobispo de Guatemala, delegado apótolico de la Coronación Pontificia.
11. Doña Odilia de Castillo, "La Católica", primera dama de la Nación 1954-1957.
12. Fray Miguel Murcia, fraile franciscano.
13. René y Ramiro Flores, presbíteros.
14. Rosita Gonzales Pinto, devota.
15. Huberto Solís, escultor.
16. Esteban y Santiago Rojas, escultores.
17. Fray Juan Pablo Mendía, fraile carmelita descalzo, recordado por mencionar a la Inmaculada como devoción más importante en Guatemala.
18. Ramón Salazár, escritor y político. A pesar de estar con el gobierno que estaba en contra de la Iglesia, nos dejó preciosos legados escritos del Rezado y de la Inmaculada.
19. Fray Daniel Sánchez, fraile franciscano.
20. Álvaro Arzú Irigoyen, Presidente de Guatemala y alcalde. Presenta una versión nueva del libro "Un dulce rezo", afirma según la tradición que la bandera se origina en la Inmaculada y devuelve los títulos de Patrona Jurada y Patrona de la ciudad, así como obsequia las respectivas insignias. La nombra "Vecina  distinguida"
21. Oscar Berger, Presidente de Guatemala, dio la Orden del Quetzal.
22. Rey Juan Carlos I de España, regaló el actual anda. Por eso se denomina  "anda  real".
23. Ricardo Quiñónez quién junto con todo los  alcaldes  auxiliares y concejales  renuevan el  juramento a  la Patrona.